# Porntip Nakhirunkanok
Porntip Bui Nakhirunkanok aka Porntip Bui Simon (n. 7 februarie 1969 în Bangkok, Thailanda) este o regină a frumuseții thailandeză care a deținut titlul de Miss Univers în 1988. Ea a fost a doua femeie din Thailanda care a câștigat acest titlu, prima câștigătoare fiind Apasra Hongsakula în 1965.

## Date biografice
Nakhirunkanok s-a născut în Bangkok, Thailanda. Porecla ei a fost "Bui," care este acum unul dintre numele ei oficial. Aceasta înseamnă în limba thai "a dormi ca un copil" . 
În august 1988, Nakhirunkanok a fost distinsă cu  Medalia de Onoare Thai Royal de către regele Bhumibol Adulyadej pentru angajarea ei de a ajuta copiii nevoiași.
În același an, când avea 19 ani, Porntip a fost numită Ambasador al Bunăvoinței pentru Organizația Națiunilor Unite din Thailanda, de către mareșalul Siddhi Savetsila ~ Ministrul Afacerilor Externe din Thailanda .
În 2002, Porntip s-a căsătorit cu Herbert Simon, un om de afaceri american, care este proprietarul echipei de baschet Indiana Pacers. Ei s-au fost căsătorit în  Palatul Regal de vară a reginei Sirkit din Thailanda. Porntip are un fiu și o fiică, ea are grijă și de copii sorei ei decedate.
Bui este, de asemenea, bine cunoscută în Thailanda pentru acțiunile ei caritabile, în special de efortul ei de a ajuta victimele de la tsunamiul din 2004, unde a construit 100 de case noi, o flotă de bărci și școli noi. Acțiunile caritattive lae ei sunt cunoscute sub numele de "Angel Wings Foundation".
În anii 2007, 2008, 2009 și 2010, ca fondator al Fundației Angel Wings, Porntip a donat fonduri pentru a susține unei asociații care are un program, care permite studenților americani de origine thailandeză pentru a studia în străinătate. 
La 1 iulie 2010 Bui ar fi spus: Fundatia mea crede că fiecare copil este un înger și merită să aibă aripi pentru a zbura și a atinge capacitatea lui maximă. Aștept cu nerăbdare să ne extindem acest principiu pentru corpul studenților de la universitatea Pepperdine.